# Château de Bonnemare
Ne doit pas être confondu avec château de Radepont.
Le château de Bonnemare est une demeure, datant du XVIe siècle, qui se dresse sur le territoire de la commune française de Radepont dans le département de l'Eure, en région Normandie.
Le château est partiellement protégé au titre des monuments historiques.

## Localisation
Le château est situé sur la commune de Radepont, dans la région naturelle du Vexin normand, dans le département de l'Eure.

## Historique
Nicolas Le Conte, seigneur de Draqueville achète en 1555 un ancien manoir médiéval, qui aurait été habité par Raoul de Bonnemare, héros du lai des Deux-Amants de Marie de France. Président au Parlement de Normandie en 1570, il construit le château actuel, ainsi que le châtelet d'entrée, la chapelle et les bâtiments de ferme.
Étienne de Fieux acquiert les lieux en 1637. Il modifie en 1668 les bâtiments de ferme avec notamment l'agrandissement du pressoir.
Le château devient au XVIIIe siècle la propriété de la famille Cromelin de Villette puis de Charles Le Blond. Il est successivement racheté au XIXe siècle par Louis Alexandre, banquier à Rouen, Louis Cavelan, commerçant, et en 1888 par Gustave Gatine, notaire à Paris et aïeul des actuels propriétaires.
La chapelle, en croix grecque conçu à la « manière de Philibert Delorme», a fait l'objet d'une restauration couronné par un prix « friends of V.M.F. ».
En 1998, le château était entre les mains de la famille Salmon-Legagneur.

## Description
Le château de Bonnemare est constitué d'un corps de logis, d'un châtelet et d'une chapelle d'architecture Renaissance datant du XVIe siècle. Il reste aussi de cette époque des éléments de la basse-cour, de la cour d'honneur et de la clôture.
Les anciennes fenêtres à meneaux ont été supprimées pour être remplacées par d'autres plus grandes, dotées de petits carreaux dans le style classique. Les charpentes des deux tourelles latérales « à la Philibert Delorme », aujourd'hui très rares de par leur style de construction, sont conservées, alors que celle du corps de l'édifice a été remplacée par une autre de style plus conventionnel. Le toit de cette charpente disparue disposait alors de quatre imposantes lucarnes. Les communs aussi ont été construits ou reconstruits aux XVIIe et XVIIIe siècles. Ils sont constitués d'une grange, d'une étable, d'une écurie, d'une ancienne boulangerie et d'un pressoir ou cave à cidre, monumental (avec un levier de 8 m de long).
À l'intérieur, on peut notamment voir la grande cuisine située au rez-de-chaussée, disposant d'un tourne-broches imaginé par Léonard de Vinci et qui fonctionne encore, un escalier voûté en berceau, et à l'étage une « chambre de parade » et un salon Louis XVI.
Le château de Bonnemare peut être visité lors de certaines occasions (pour les groupes, lors des journées européennes du patrimoine) et a été réaménagé en 2006 pour être loué (chambres d'hôtes de prestige ou gîte dans le corps de ferme). Le château de Bonnemare a accueilli en 2017 le concours international de peinture grand format en Normandie.

## Protection
Au titre des monuments historiques :
- l'ensemble des communs bordant la cour de ferme : au nord du châtelet : façades et toitures des granges, étables, bûcher (sans les adjonctions modernes) et façades et toitures de l'aile de logements, y compris les structures anciennes en pans de bois subsistants ; au sud du châtelet : pressoir (bâtiments et éléments de fonctionnement, immeubles par destination avec la cave à cidre et le cellier) , façades et toitures des écuries, de l'ancienne boulangerie (transformée en logement) et des étables en retour, éléments subsistants entre la basse-cour et la cour d'honneur, deux arcades et fragment de mur, ensemble de la clôture ancienne du domaine, sont inscrits par arrêté du 14 janvier 1991 ;
- le château, à l'exclusion de l'aile nord ; le châtelet et la chapelle sont classés par arrêté du 16 octobre 1992.

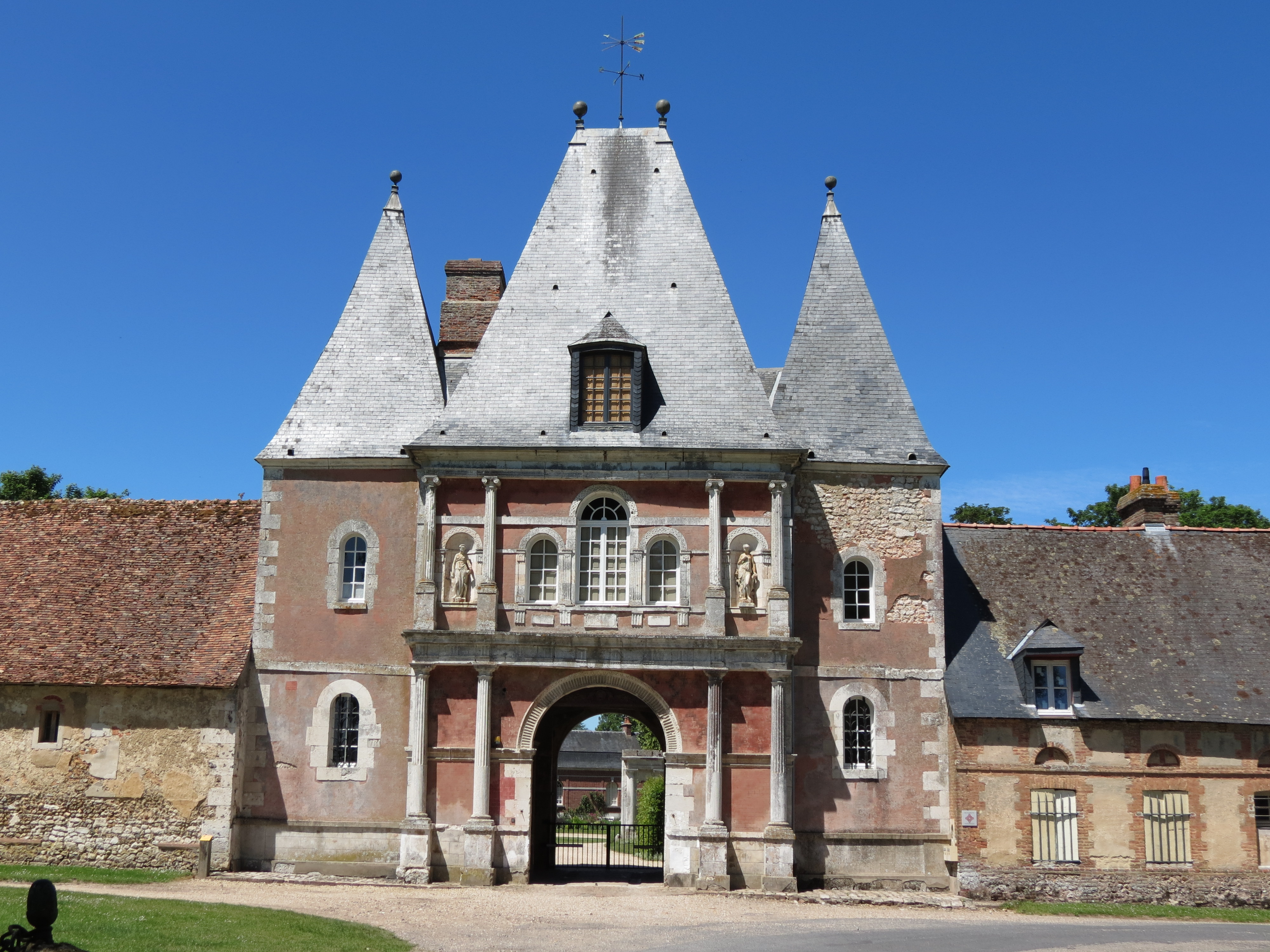
Châtelet d'entrée.
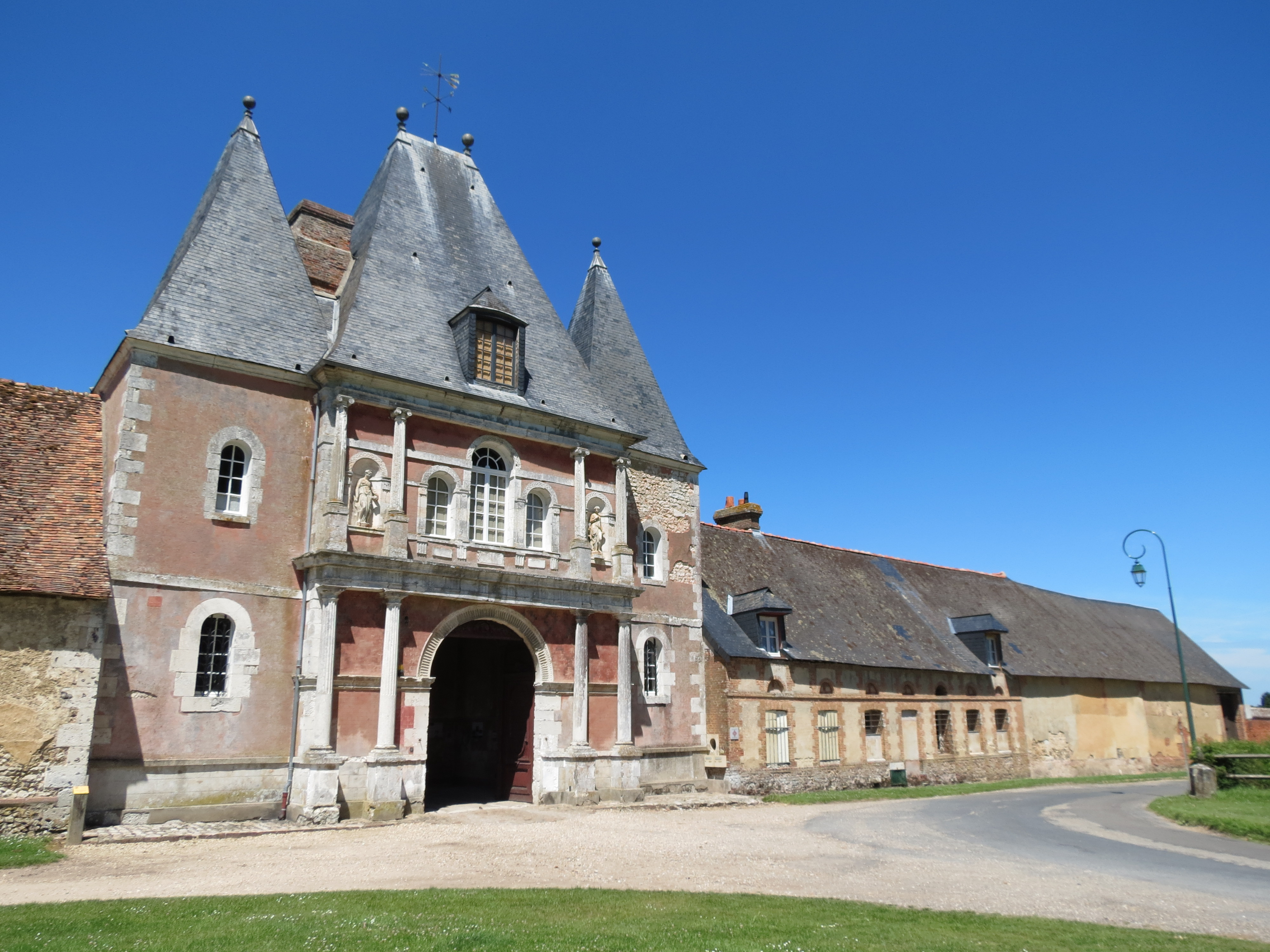
Châtelet d'entrée et communs.
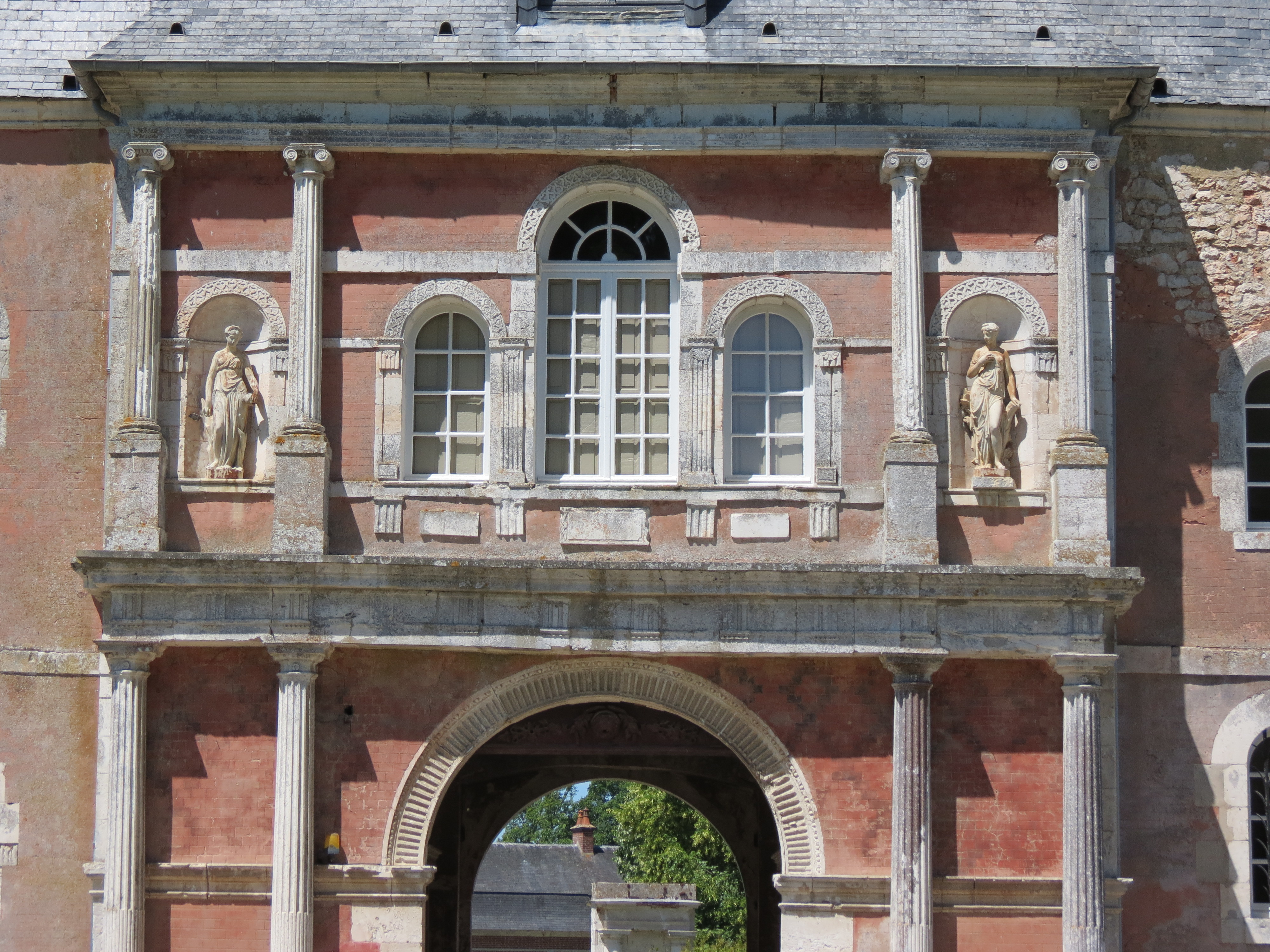
Détail du châtelet.
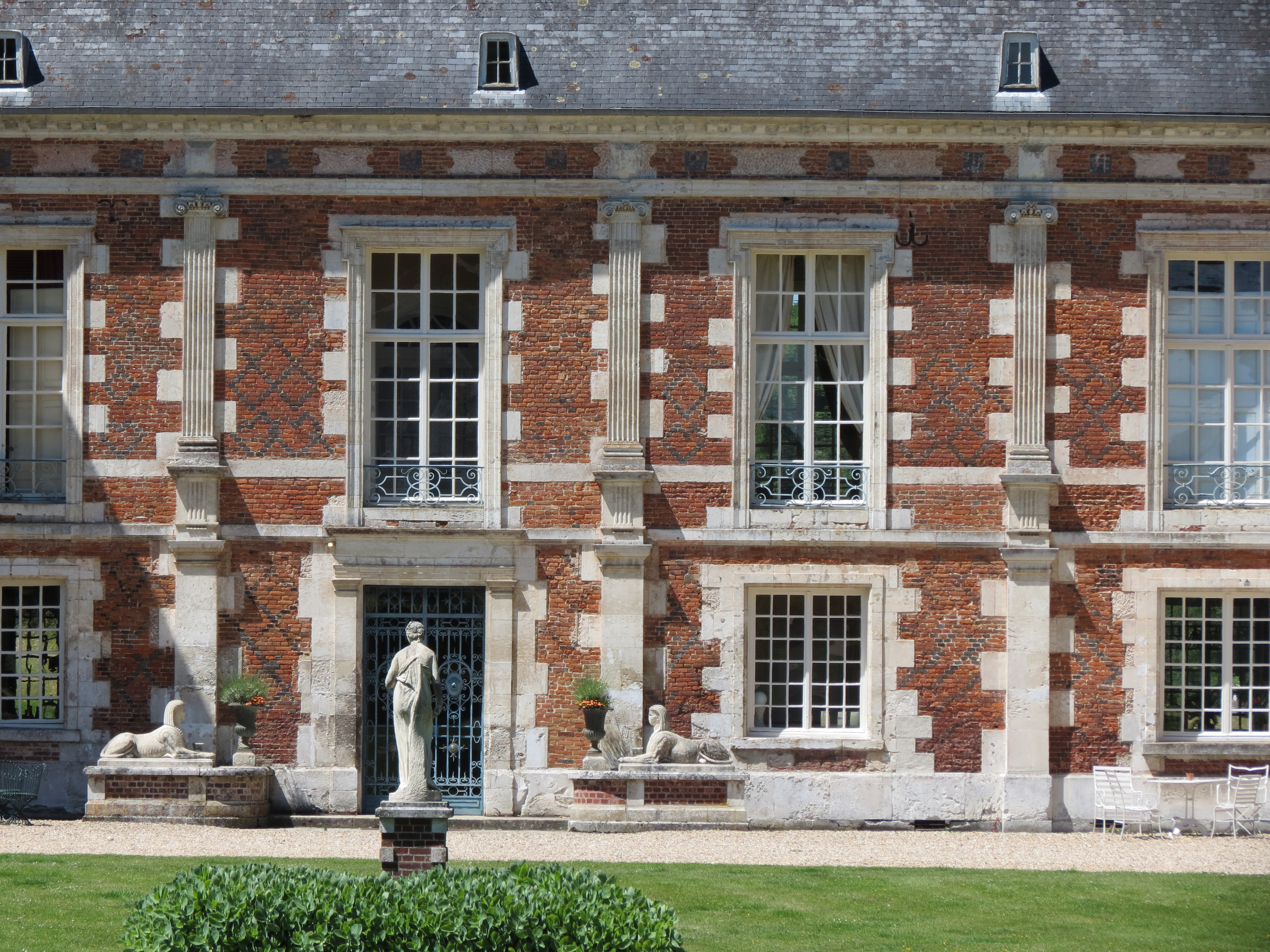
Détail du corps de logis.
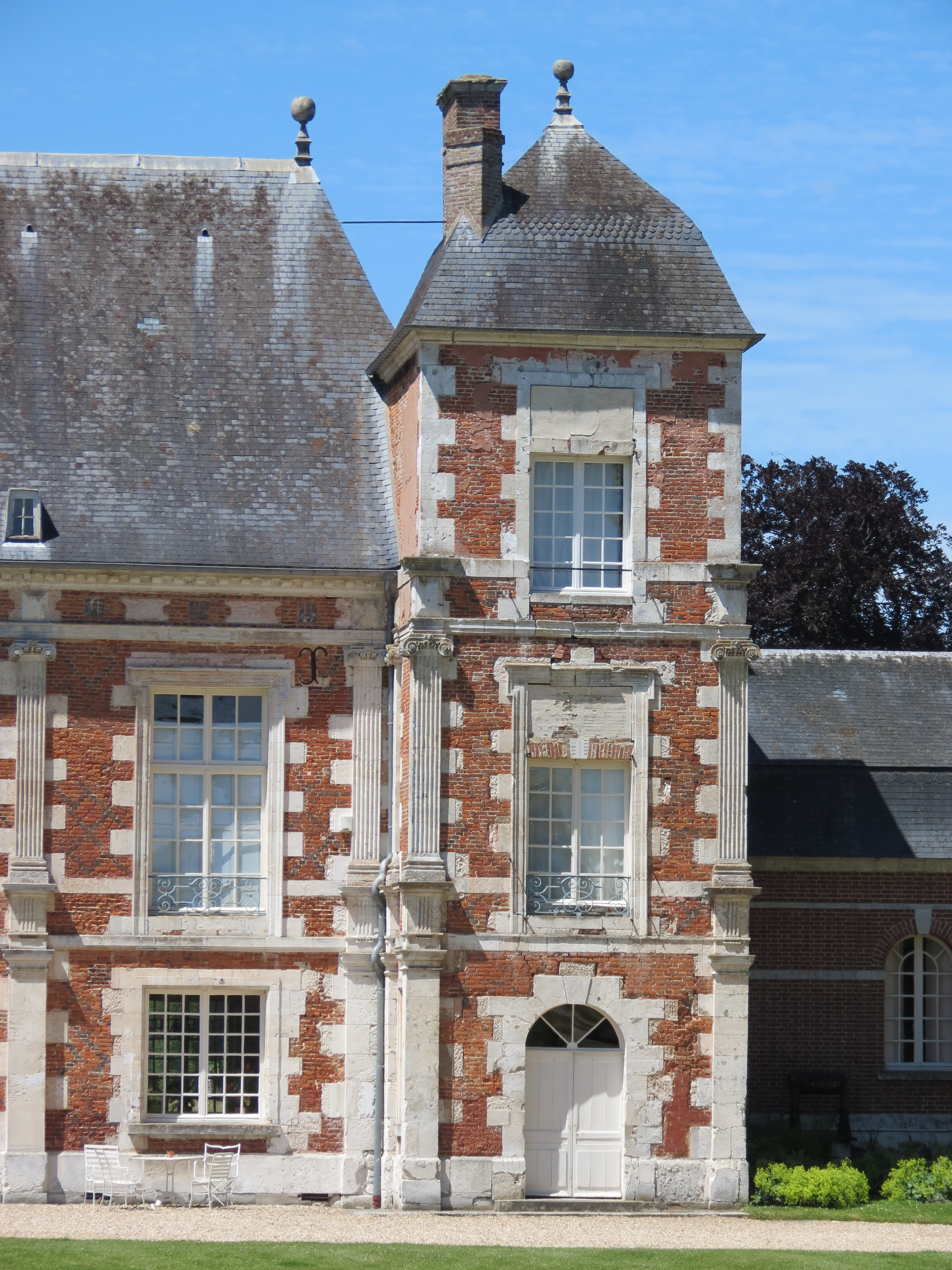
Tourelle du corps de logis.